# スクール (バンプレストオリジナル)
スクール（英語: School）とは、『スーパーロボット大戦シリーズ』に登場する架空の教育訓練機関である。

## 概要
かつて連邦軍に存在していた、パーソナルトルーパーの優秀なパイロットを育成するための特殊教育機関。特殊戦技教導隊と同時期（新西暦182年頃）に設立され、パイロットに機種転換訓練を課していた。しかしアードラー・コッホが責任者に就任して以降は活動内容を変え、身寄りのない子供達を集めた上で、暗示による記憶操作や薬物等を使用した強化措置を受けさせる人体実験場へと変貌した。やがて無理な実験や強化のため被験者の死亡や精神崩壊が相次ぎ、様々な方面からの非難を受けて、機関は解散している。
被験者の「性能」や目的に合わせてクラスが分けられており、アウルム（金）、アルジャン（銀）、ブロンゾ（青銅）、イエロ（鉄）、ラトゥーニ（真鍮）の各クラスが存在した。そのうちブロンゾクラスはコンビネーション戦闘を重点に置いたクラスとされている。現在判明している出身者はアラド（ブロンゾクラス28号）、ゼオラ（ブロンゾクラス27号）、ラトゥーニ（ラトゥーニクラス11号）、オウカ（アウルムクラス1号）、シエンヌ、シアン、シオ（アルジャンクラス）の7名。なお、イエロクラス出身者はゲーム中に登場していない。
『第2次スーパーロボット大戦α』では、マシンナリー・チルドレンを産み出すために作られた施設だったらしいとカミーユ・ビダンが言及している。
『スーパーロボット大戦K』には主人公のミスト・レックスが通っていた同名の教育機関があるが、こちらは本来の意味合いでのスクールであり、本稿で説明するスクールとは直接的な関係はない。
以下、英字名称のあるものは北米版『OG』における表記。国内版と北米版『OG』で名前が違うものは（日本版 / 北米版）の順に表記する。

## ブーステッド・チルドレン
(Boosted Children)
アードラー・コッホが主宰していたパイロット養成機関「スクール」内において、催眠術、薬物等における記憶の削除や同じく薬物による肉体強化措置を受けたパイロットのこと。オウカ・ナギサ（アウルム1）、ゼオラ・シュバイツァー（ブロンゾ27）、アラド・バランガ（ブロンゾ28）、ラトゥーニ・スゥボータ（ラトゥーニ11）、シエンヌ・アルジャン、シアン・アルジャン、シオ・アルジャンが生存。そのうちシエンヌ、シアン、シオがスクール解散前に脱走し、ラトゥーニ以外の3人はスクール解散後アギラとクエルボが引き取り、DCで訓練と調整を続けていた。

### ラトゥーニ・スゥボータ
(Латунь Суббота / Latooni Suvota)
声：平井理子
『スーパーロボット大戦ORIGINAL GENERATION』から登場。女性。14歳。身長147cm。階級は曹長→少尉。連邦のパイロット養成機関であるスクールの元生徒。『OG2』後は新生特殊戦技教導隊に所属。『α』シリーズでは設定のみ存在。
ラトゥーニという名前は、スクール時代にラトゥーニクラスの11号であったことに由来する。スクールのラトゥーニクラスは、比較的早期に11号以外の全メンバーが脱落しており、結果として「ラトゥーニ」というクラス名が彼女個人を指すようになってしまっていた。そのため、仲間達からは「ラト」 (Lat) という愛称で呼ばれている（スクール出身者以外ではエクセレンが「ラトちゃん」と呼ぶ程度）。姓の「スゥボータ」はロシア語で「土曜日」の意味。ジャーダ・ベネルディとガーネット・サンデイが付けたもので、「ベネルディ」がイタリア語で金曜日、「サンデイ」が英語で日曜日であることから、その間の土曜日となった。これは『OG2』で追加された設定であるが、GBA版『OG』でアードラーが知らないはずのフルネームで彼女を呼ぶシーンがある（『OGs』では「ラトゥーニ11」に修正）。なお『OG』シナリオ上の表記および『OGIN』劇中では「ラトゥーニ11（イレブン）」と呼ばれる場面もあるが、ゲーム中の台詞ではどのキャラクターも一貫して「ラトゥーニ11（ダブル・ワン）」と発音している。
スクールでの苛烈な訓練や実験によって極度の対人恐怖症になってしまい、戦えなくなって捨てられた後、ジャーダとガーネットに助け出された。以後、恋人同士だった二人の元に引き取られ、「家族」として接せられた事で徐々に心身を癒していった。ジャーダらが軍を退役してからも交流は続いており、ガーネットは産まれて来る子供達を「ラトゥーニの弟と妹」と呼んでいる。
当初はジャーダとガーネット以外に心を開こうとはしなかったが、様々な経験を通じて、無口ながら強い意志を持った少女へと成長する。リュウセイのことを慕っており、彼の精神的な支えとなる場面も見られたが、リュウセイが鈍感なこともあって関係はなかなか進展していない。リクセント公国のシャイン王女とは立場を超えた友人であり、共にフェアリオンを操る相棒。マイとは恋敵の間柄だが、ラトゥーニ自身はマイの境遇に同情しており、仲は悪くない（ドラマCDではマイもラトゥーニを心配している）。とはいえ、『OG外伝』でリュウセイがマイとの合体攻撃のモーションを相談したときには嫉妬、そして自己嫌悪を経験していた。それ以外にも、リュウセイがアンジュルグのデザインを気に入って「惚れた」と発言した際は、相手が巨大ロボットであるにもかかわらず嫉妬している。
パイロットとして天性の才能を持っており、機動兵器の操縦技術は並みのパイロットを遥かに上回る。ゲームのバーニングPTでは全国大会準優勝者（GBA版では優勝者）であるリュウセイと対戦し、6勝4敗で勝ち越している。スクールで受けた肉体強化措置と訓練のためか生身でも高い戦闘能力を持ち、ガーネットはSP数人分の働きをすると評した。実際に『OGIN』ではリクセントを襲撃したノイエDC兵士を一蹴りで叩きのめしている。情報解析能力にも優れる。登場当初はメガネ型の情報解析ツールをかけて冴えない風貌であったが、とある件によりメガネを取ると実は美人という事実が仲間内で認知されるようになる。その後、「かけていない方がいい」というシャインの意見とショーンの「命令」で外すことになり、服装もガーネットの手によってフリルのついたゴスロリ系のものになった（OVAドラマCDでは軍の宣伝の一環でもある模様）。『DW』以降の設定ではDC残党との決戦からシャインにプレゼントされた眼鏡を着用しており、ゴスロリファッションでの戦闘は殆ど行っておらず、普段は一般的な女性用の軍服姿で過ごしている。ゲームではゴスロリ状態になると援護技能の上限が下がる。
『OGs』以降は一部の武器を使用時に「リュウセイみたいにやってみる」と、彼に影響されたような台詞を叫ぶようになった。
搭乗機はフェアリオン・タイプS、量産型ヒュッケバインMK-II、F-28メッサー、ビルトラプター / ビルトラプター・シュナーベルなど。専用BGMは「真鍮の真心」、「Fairy Dang-Sing」（フェアリオン搭乗時。北米版『OG2』での曲名は「Dancing Fairies」）。

### アラド・バランガ
(Arado Balanga)
声：鶏内一也
DCのパイロット養成機関であるスクールの生徒。ゼオラとコンビを組む。初出は『スーパーロボット大戦ORIGINAL GENERATION』（以下『OG』）で、エンディングに名前のみ登場。実質的な初登場は『第2次スーパーロボット大戦α』（以下『第2次α』）で、同作のリアル系男主人公である。子供くらいの歳とされるが、正確な年齢は不詳。『スーパーロボット大戦ORIGINAL GENERATION2』（以下『OG2』）では、当人は15歳程度と考えている。『第2次α』では、9月21日生まれのB型。身長164cm。スクールでは、クラス番号がブロンゾクラスの28号であることからブロンゾ28（ツー・エイト）と呼ばれていた。階級は曹長。『OG2』後は新生特殊戦技教導隊に所属。
不幸な境遇ではあるが、前向きで明るい性格。ゼオラとは気心の知れた間柄であり、好みのタイプは「おしとやかな人」であると発言するなど、たびたび冗談や軽口を叩いては手痛い制裁を受けている。なお他の女性に対してそういった言動は取らない。心の中ではゼオラに対して強い愛情を秘めており、彼女を守るためならいかなる苦難をも厭わない。また、ゼオラと交わした「二人で戦いを生き延び、散り散りになったスクールの仲間達を探し出して一緒に暮らす」という約束を何よりも大切に思っている。
ブーステッド・チルドレンとして肉体の強化措置と記憶操作を受けており、スクール以前の記憶を持っていないが、ろくな過去ではなかったのだろうと考え、こだわりを見せてはいない。洗脳教育の影響をほとんど受けておらず、自分達に記憶がないことを疑問視し、仲間に過酷な実験を課すアードラーやアギラを嫌悪していた。
スクールにおける成績は「落ちこぼれ」であったが、これはアラド自身の特性に適合する機体に恵まれなかったことも影響しており、追い詰められた状況下やゼオラの窮地には、他のエースパイロット達が一目置くほどの操縦センスが発揮される。『第2次α』ではヤザン・ゲーブルが、『OG2』ではアーチボルドが「スイッチが入れば化けるタイプ」と評していた。生身でもかなりの身体能力を持っているが本人がどこか抜けているために、敵の人質になった子供を解放しておきながら自分が人質になってしまったりもしている。肉体強化措置のためか非常に頑丈でもあり、傷の治癒能力も常人より遥かに高い。アギラ・セトメには欠陥品とされていたが、イーグレット・フェフは彼の身体能力や頑健さを高く評価しており、マシンナリー・チルドレンの基本素体としてアラドの遺伝子情報を使用していた（そのため、幾分容姿が似ている）。
必要以上に接近戦を行う傾向にあり、砲撃タイプであるランドグリーズのシミュレーションで接近戦を行ってゼオラに怒られ、戦闘の講義でも無謀な突撃論を語ってカイとラトゥーニに呆れられたこともある。一方で、OSが未調整のビルトファルケン（こちらも射撃タイプ）で接近戦をこなしたこともあり、この命知らずの突撃癖をマリオン博士に気に入られ、後にビルトビルガーを託される。キョウスケに匹敵する強運の持ち主で、実力の不足分を運でカバーしている面もある。ただしキョウスケがシャトル事故を素の運だけで生き残ったことに関しては「負け」を述べている。突撃戦法という点でキョウスケと戦い方が似ているため、本人から戦闘データを渡されている。
自身が作った言葉を著名なパイロットの格言であるかのように語る癖がある。最低でも3人前は食べる大食漢で、『OG2』ではクスハの栄養ドリンクをおいしく飲む驚異の味覚と胃の持ち主（『第3次α』では事前に情報を知っていたせいか激しく拒否していた）。ゼオラの料理だけは駄目だったが、レーツェルに鍛えられた後に彼女が作ったものは問題ない模様。『OGs』ではアインストとの戦闘台詞で「食ったらうまいかな」とも発言している。
搭乗機はヒュッケバインMk-III・タイプR（通常型エンジン）、ビルトビルガー・タイプR、ビルトファルケン・タイプLなど。『第2次α』の第1話では『機動戦士ガンダム0083 STARDUST MEMORY』のザクIIF2型 (連邦軍仕様)に、『OG』ではDC所属時リオンに搭乗した。専用BGMは「ACE ATTACKER Ver.W」（北米版『OG2』での曲名は「Ace Pilot ver.W」）、「WILD FLUG」（αシリーズではビルトビルガー専用、OGシリーズでは合体攻撃時）。

### ゼオラ・シュバイツァー
(Seolla Schweizer)
声：かかずゆみ
DCのパイロット養成機関であるスクールの生徒。アラドとコンビを組む。初出は『OG』のエンディング（名前のみ）。アラドより年上だが正確な年齢は不明(16歳前後とみられる)。身長165cm。実質的には『第2次α』から登場。スクールでは、クラス番号がブロンゾクラスの27号であることから、ブロンゾ27（ツー・セブン）と呼ばれていた。階級は曹長。『OG2』以降は新生特殊戦技教導隊に所属。
アラドと同じくブーステッド・チルドレンとして肉体強化措置と記憶操作を施されている。優等生的な性格で機動兵器の操縦技術も高いが、短気で怒りっぽく、自分をからかうアラドと痴話喧嘩を繰り返している。普段からアラドの姉のように振舞っているが、内心では彼のことを大切に思っており、アラドが戦死したと思われた時にはショックのあまり泣き崩れ、『OG2』ではラトゥーニに責任を押し付けてその殺害を口に出すなど、自身がアラドに依存している部分が大きい。リンやレオナと並ぶ典型的なツンデレキャラ（登場当初はまだツンデレという言葉は生まれていなかったため、攻略本などでは別の表現が用いられていた）。
アラドより洗脳の度合いが強く、『OG2』ではビアン・ゾルダーク、『第2次α』ではジャミトフ・ハイマンの思想を盲信し、スクール以前の記憶がないことに関しても全く疑問に思っていなかった。『OG2』においてはアギラに記憶を操作され、連邦側に回ったアラドがラトゥーニを連れ去った敵だと思いこまされ幾度となく戦いを挑んだが、アラドが絶体絶命の窮地に瀕した際の精神的ショックから本来の記憶を取り戻す。同作ではアラドが命がけで助けてくれた感動のあまりに我を忘れ、彼からの「頑固者」「巨乳」という小言にすら突っ込まなかった。
料理に関しては、好き嫌いのないアラドですら拒否するほどの腕前。ただし『第3次α』においてアラドは何だかんだで全部食べてくれていたと言っている。『OG2』以降はレーツェルによって矯正された。
胸の発育がよく、アラドにからかわれることが多い。また、「クマさん」の柄がプリントされた下着を着用しており、不慮の事故から『第2次α』では『ブレンパワード』のクマゾーに、『OG2』ではラッセルに目撃されている。この設定画は『OGs』製作時に起こされ、2008年11月28日にマッチングワールドより発売された抱き枕で初公開された。
『第3次α』ではクォヴレーの人格の形成に大きな役割を果たした。
搭乗機はビルトファルケン・タイプR、ランドグリーズなど。『第2次α』の序盤では『機動戦士Ζガンダム』のバーザムに搭乗したこともある。専用BGMは「ACE ATTACKER Ver.W」、「WILD FLUG」（αシリーズではビルトファルケン専用、OGシリーズでは合体攻撃時）。

### オウカ・ナギサ
桜花 凪沙 (Ouka Nagisa)
声：根谷美智子
初出は『OG』のエンディングで名前のみ登場。実質的には『OG2』で初登場した。『α』シリーズにおいては、ラトゥーニ同様設定は存在しているものの未登場。女性。17歳。
スクール最古参の生徒であり、クラス番号がアウルムクラスの1号であることから、「アウルム1（ワン）」と呼ばれる。実力もスクール中ナンバー1。スクールの生徒達の姉のような存在で、特にラトゥーニのことを実の妹のように可愛がり、皆から「姉様」（アラドからは「姉さん」）と呼ばれ慕われていた。強化措置により、ゲイム・システムに長時間適応することが可能になっている。兄弟・姉妹思いな性格で責任感が強いが、生真面目で頑固。ゼオラと同じくアギラに記憶操作を受けており、その影響で精神的に不安定な一面を持つ。記憶操作によってアラドを敵として認識するようになったが、ゼオラがアラドとの接触で本来の人格に戻ったことでゼオラの行動と自らの記憶の齟齬から錯乱してしまう。そのため、アースクレイドルでの決戦においては人格を消去されてラピエサージュに搭乗させられていたが、ラトゥーニたちの説得とクエルボの措置によって人格を取り戻す。しかし、ゲイム・システムに適応するための強化措置の影響で余命が少ない状態になっており、最期は元の人格でラトゥーニたちと再会出来たことを喜びながら、復活したアギラを道連れにして地の底に沈んだ。
搭乗機はエルアインス、ラピエサージュ、ラピエサージュ・ファントゥーム。専用BGMは「桜花幻影」（北米版『OG2』での曲名は「Ouka Genei」）。
名前は第2次世界大戦末期の日本の特攻兵器「桜花」に由来。「スクール（学校）」の長姉であることから、学級委員長をイメージしたキャラクターデザインとなっている。デザインを担当した河野さち子によれば、彼女もゼオラと同じような柄の下着を持っているとされる。『OGs』以降は「U.U.N.」使用時に細川ガラシャの辞世の句を引用することが多くなった。

### シエンヌ・アルジャン
声：永吉ユカ
初出は『第2次OG』。女性。スクール出身のブーストテッド・チルドレンの一人。勝気でプライドが高い。同じアルジャンクラスのシアン、シオとチームを組んでおり、そのリーダー格である。専用のAMケルベリオンに搭乗する。
シエンヌ達は他のブーステッド・チルドレンから「マッド・ドッグス」と呼ばれており、スクールの中でも浮いた存在であった。スクール解体前にアギラやアードラーを殺そうとして失敗しそのまま脱走した。それゆえ、ラトゥーニ達からは死んだものと思われていた。
アラド達は失敗作であり自分たちがブーステッド・チルドレンの本来の姿であると豪語。ブーステッド・チルドレンという「ブランド」の価値を高めるためにアラドたちの命を狙う。手柄を立て金儲けが出来れば何でも良いらしく、ラ・ギアスに召喚される前はゼンガーらと闘っており、ラ・ギアスでは傭兵としてシュテドニアスに雇われていた。地上へ帰還後はガイアセイバーズの部隊ガンマ・セイバーの一員として鋼龍戦隊の追撃に当たる。好戦的な性格ゆえ、隊長のアルベロ・エストとはそりが合わなかったが、後任の隊長であるムラタとは意気投合していた。
グランド・クリスマスへ突撃するハガネを迎撃するも敗北し戦死した。仲間意識は高いのか、チームの三人とも誰か一人が戦死すると精神コマンドを使用する。
スクールでアウルムクラスに次ぐアルジャンクラスにいただけあって実力は高く、三人による連携攻撃「ケルベロス・ストライク」を行える。
搭乗機はケルベリオン・ブレザン。

### シアン・アルジャン
声：白熊寛嗣
初出は『第2次OG』。男性。好戦的で残忍、勝ち組に拘り負け組になることを嫌う。体格が良い。シエンヌやシオと共にハガネの迎撃に当たるが敗北し戦死した。
搭乗機はケルベリオン・パッセ。

### シオ・アルジャン
声：互野ちひろ
初出は『第2次OG』。男性。目元をバイザーのようなもので覆っている。シニカルな性格。面倒くさがり屋で「○○だし」という語尾が特徴。任務もそこそこに帰還しようとするなど不熱心な性格だが、その本質は残忍。三人の中では最年少に見える容姿。シエンヌやシアンと共にハガネの迎撃に当たるが敗北し戦死した。
搭乗機はケルベリオン・アヴニール。

## 人物

### アードラー・コッホ
スクールの元責任者。ディバイン・クルセイダーズ#アードラー・コッホを参照。

### アギラ・セトメ
(Agilla Setme)
声：真山亜子
初登場は『OG2』。兵士養成機関スクールの主要幹部の1人。特脳研でアヤやマイを被験体として扱っていた過去を持ち、アードラーに招かれてスクールへ移った。数々の問題（生徒の死亡率が高い、コストの割に使える兵士ができない等）からスクールが閉鎖された後も残った生徒たちを引き取り、DCに場所を移して実験を続けていた。他人に偽の記憶を植え付けることを躊躇せず、「人間の感情が戦闘に及ぼす影響」をテーマとする実験は狂気以外の何物でもなく、スクールの生徒たちに数々の非道な処置や実験を行っていた。正気を取り戻したオウカの攻撃によって一旦は死亡するが、イーグレット・フェフの手で暴走したマシンセルの力によって復活する。しかしオウカがラピエサージュを自爆させたことで爆散し、完全に死亡した。
『OGIN』ではソルグラビリオンに搭乗して出撃し、SRX等と激戦を繰り広げた。最終決戦ではマシンセルを暴走させ、ソルグラビリオンですべてを取り込もうとするが、同じくマシンセルを移植されていたラピエサージュ・ファントゥームの捨て身の自爆により、オウカやクエルボもろとも爆散して地底へ沈んだ。

### クエルボ・セロ
(Cuervo Cero)
声：遊佐浩二
アギラの部下の研究者。初登場は『OG2』。元々は連邦軍でマン・マシン・インターフェイスの研究に従事していた。マオ社のラーダ・バイラバンとは連邦軍在籍時の知人で、彼女を研究対象としていた過去がある。その後、連邦軍で「あるプロジェクト」が立ち上げられた際にラーダを被験者としてではなく開発者として誘い、彼女に多くのことを教えた。しかし満足な研究ができなかったためにEOTI機関へ去り、その後はスクールの生徒に記憶操作の処置を行っていた。アギラと違い、被験体に対する非人道的な実験行為を嫌悪しており、ラーダを被験体としての立場から救ったり、スクールの生徒たちがクラス名で呼ばれることを憂慮して名前を付けるなど、それなりに手を尽くしていた（ラトゥーニはクエルボが名前を付ける前にアードラーに捨てられたため、クラス名が名前になっている）。そのため、スクールのメンバーたちもクエルボに対しては好意的であった。アースクレイドル内での決戦ではラーズアングリフに搭乗し、オウカをアギラの呪縛から救うべくラトゥーニたちに協力するが、マシンセルによって変質したアースクレイドルに取り込まれて死亡した。
『OGIN』ではラピエサージュ・ファントゥームの攻撃によって重傷を負うが、アラドのビルトビルガーに同乗してオウカ救出に協力する。その後、ラピエサージュ・ファントゥームのコクピットで力尽き、同機の自爆でオウカやアギラと共に散った。自ら機動兵器を操縦する場面はなかった。

### ゲーム
- 第2次スーパーロボット大戦α
- 第3次スーパーロボット大戦α 終焉の銀河へ
- スーパーロボット大戦ORIGINAL GENERATION
- スーパーロボット大戦ORIGINAL GENERATION2
- スーパーロボット大戦OG ORIGINAL GENERATIONS
- スーパーロボット大戦OG外伝
- 第2次スーパーロボット大戦OG

### 書籍
- バンプレスト『SUPER ROBOT WARS ORIGINAL GENERATION 2 OFFICIAL BOOK』2005年。（『OG2』購入特典）
- バンプレスト『Super Robot Wars OG ORIGINAL GENERATIONS Official Perfect File』2007年。（『OGs』購入特典）
- 『SUPER ROBOT WARS OG SECRET HANGAR』ソフトバンククリエイティブ、2009年。ISBN 978-4-7973-5460-7。

### OVA
- スーパーロボット大戦ORIGINAL GENERATION THE ANIMATION (1) 「群れなす機械（バルトール）」 （2005年）